# Louis J. Brann

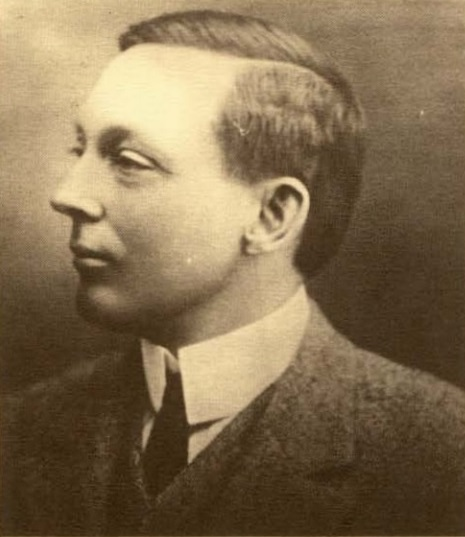
Louis J. Brann

Louis Jefferson Brann (* 6. Juli 1876 in Madison, Somerset County, Maine; † 3. Februar 1948 in Falmouth, Maine) war ein US-amerikanischer Politiker und von 1933 bis 1937 Gouverneur des Bundesstaates Maine.

## Frühe Jahre und politischer Aufstieg
Louis Brann besuchte die örtlichen Schulen seiner Heimat und absolvierte dann im Jahr 1898 die University of Maine. Nach einem anschließenden Jurastudium wurde er im Jahr 1902 als Rechtsanwalt zugelassen. Danach begann er eine erfolgreiche Karriere als Strafverteidiger.
Im Jahr 1906 wurde Brann Anwalt der Stadt Lewiston. Dort wurde er 1908 Leiter des Finanzamts (Tax Collector). Zwischen 1909 und 1913 war er am Nachlassgericht angestellt und danach für zwei Jahre Richter am städtischen Gericht in Lewiston. Zwischen 1915 und 1916 sowie nochmals von 1922 bis 1924 amtierte er als Bürgermeister dieses Ortes. Brann war Mitglied der Demokratischen Partei und diente zeitweise als deren Vorsitzender im Bundesstaat Maine. Als Kandidat seiner Partei wurde er im Jahr 1932 zum neuen Gouverneur von Maine gewählt. Damit lag Maine in einem bundesweiten Trend, der im Zuge der Wahl von Franklin D. Roosevelt zum US-Präsidenten die Demokraten im Aufwind sah.

## Gouverneur von Maine
Brann trat sein neues Amt am 4. Januar 1933 an und konnte nach einer Wiederwahl im Jahr 1934 bis zum 6. Januar 1937 im Amt bleiben. Zu Beginn seiner Amtszeit litt das Land noch schwer an den Folgen der großen Wirtschaftskrise. Erst im Laufe der Zeit konnte man mit Hilfe der New-Deal-Politik der Bundesregierung diese Krise allmählich überwinden. Brann unternahm aber auch eigene Anstrengungen zur Bewältigung der Krise. So stellte er zwei Millionen Dollar aus dem Verkauf von Staatsanleihen den von der Krise Betroffenen als Nothilfe zur Verfügung. Brann versuchte auch den Staat für den Tourismus attraktiv zu machen und Touristen nach Maine zu locken.
In den Jahren 1936 und 1938 bewarb sich Brann jeweils erfolglos um einen Sitz im US-Senat. Ebenfalls 1938 scheiterte der Versuch einer Rückkehr in das Amt des Gouverneurs. Danach zog er sich in das Privatleben zurück. Louis Brann starb am 3. Februar 1948. Er war mit Martha J. Cobb verheiratet, mit der er vier Kinder hatte.